# Birkach (Herrieden)
Birkach ist ein Gemeindeteil der Stadt Herrieden im Landkreis Ansbach (Mittelfranken, Bayern). Birkach liegt in der Gemarkung Elbersroth.

## Geographie
Das Dorf liegt am Südhang des Hasenberges. Nordöstlich des Ortes liegt der Hirschberg, südwestlich grenzt das Weinfeld an, 0,5 km östlich liegt das Gräbenwindner Holz. Die Kreisstraße AN 37 führt nach Sickersdorf (2,6 km östlich) bzw. zur Staatsstraße 1066 (4 km westlich) zwischen Vorderbreitenthann (1,3 km nördlich) und Feuchtwangen (2 km südlich). Gemeindeverbindungsstraßen führen über Bittelhof zur AN 36 (1,4 km nördlich) und zur Charmühle (1 km nördlich).

## Geschichte
Die erste Erwähnung Birkachs findet sich vermutlich nach in einer Schenkungsurkunde vom 16. Juli 1058: Der Propst des Stifts Herrieden Heysso schenkte aus seinem Erbgut dem Stift Herrieden eine ganze Reihe von Gütern, u. a. in „Hohenberc, Stritdorf, Birchahe, Velden“. Ob es sich hierbei um das Birkach, Altgemeinde Elbersroth handelt, ist jedoch umstritten.
Birkach lag im Fraischbezirk des ansbachischen Oberamtes Feuchtwangen. 1732 gab es 10 Anwesen mit 11 Mannschaften. Grundherren waren das Stadtvogteiamt Feuchtwangen (1 Anwesen, 1 Anwesen mit Zapfwirtschaft), das eichstättische Vogtamt Aurach, mittelbar Pfarrei Elbersroth (1 Hof mit doppelter Mannschaft, 3 Güter) und die Reichsstadt Dinkelsbühl (1 Hof, 3 Güter). Bis zum Ende des Alten Reiches hatte sich an den Verhältnissen nichts geändert. Von 1797 bis 1808 unterstand der Ort dem Justiz- und Kammeramt Feuchtwangen.
Mit dem Gemeindeedikt (frühes 19. Jahrhundert) wurde Birkach dem Steuerdistrikt Weinberg und der Ruralgemeinde Elbersroth zugeordnet. Am 1. Juli 1971 wurde Birkach im Zuge der Gebietsreform in Bayern nach Herrieden eingemeindet.

## Einwohnerentwicklung
| Jahr      | 001818 | 001840 | 001861 | 001871 | 001885 | 001900 | 001925 | 001950 | 001961 | 001970 | 001987 |
| Einwohner | 69     | 83     | 74     | 92     | 87     | 102    | 118    | 165    | 135    | 140    | 165    |
| Häuser    | 12     | 12     |        |        | 18     | 17     | 20     | 23     | 28     |        | 42     |
| Quelle    | [ 11 ] | [ 12 ] | [ 13 ] | [ 14 ] | [ 15 ] | [ 16 ] | [ 17 ] | [ 18 ] | [ 19 ] | [ 20 ] | [ 1 ]  |

## Religion
Der Ort ist römisch-katholisch geprägt und bis heute nach St. Jakobus der Ältere (Elbersroth) gepfarrt. Die Einwohner evangelisch-lutherischer Konfession waren ursprünglich nach Christuskirche (Herrieden) gepfarrt, heute ist die Pfarrei St. Wenzeslaus (Wieseth) zuständig.